# Dişkaya, Kabadüz
Dişkaya là một xã thuộc huyện Kabadüz, tỉnh Ordu, Thổ Nhĩ Kỳ. Dân số thời điểm năm 2010 là 103 người.